# کلاینهویباخ
کلاینهویباخ (به آلمانی: Kleinheubach) یک منطقهٔ مسکونی در آلمان است که در Miltenberg واقع شده‌است.